# Pure S.E.X.
Pure S.E.X. è il secondo album in studio del cantante statunitense Adam Bomb, pubblicato nel 1990.

## Tracce
1. Pure S.E.X. – 4:09
2. Youth Will Lead The Way – 3:40
3. You Take Me Away – 4:31
4. High Or Low – 3:22
5. Dangerous When Lit – 3:13
6. Lost In Time – 4:01
7. You'll Never Know – 4:37
8. Fallen Angel – 4:38
9. Know Your Rights – 3:09
10. What In The World – 4:19

Durata totale: 39:39

## Crediti
- Adam Brenner - voce, chitarra
- Paul Feit - basso
- Sandy Slavin - batteria
- Neil O´Connor - basso
- Allen Wetton - sassofono
- Chris Meredith - tastiere